# جون باكيرو
جون باكيرو (بالإسبانية: Jon Bakero) هو لاعب كرة قدم إسباني في مركز الهجوم، ولد في 5 نوفمبر 1996 في سيدجيس في إسبانيا. لعب مع فينيكس راسينغ ونادي تورونتو.

## وصلات خارجية
- جون باكيرو على موقع الدوري الأمريكي (الإنجليزية)
- جون باكيرو على موقع قاعدة بيانات كرة القدم.إي يو (الإنجليزية)